# Johann Paul
Johann Paul (ur. 5 maja 1981 w Issoudun) – madagaskarski piłkarz występujący na pozycji pomocnika.

## Kariera klubowa
Paul urodził się we Francji w rodzinie pochodzenia madagaskarskiego. Seniorską karierę rozpoczynał w 2000 roku w zespole LB Châteauroux. W Ligue 2 zadebiutował 11 maja 2001 roku w przegranym 1:2 pojedynku z Chamois Niortais. 8 grudnia 2001 roku w wygranym 4:0 spotkaniu z AS Saint-Étienne strzelił pierwszego gola w Ligue 2. Przez 5 lat w barwach Châteauroux rozegrał 70 spotkań i zdobył 2 bramki.
W 2005 roku Paul odszedł do trzecioligowego SO Châtellerault. Spędził tam 2 lata. Następnie grał w innych trzecioligowcach: Pau FC, US Créteil-Lusitanos oraz Amiens SC, z którym w 2011 roku awansował do Ligue 2.

## Kariera reprezentacyjna
W reprezentacji Madagaskaru Paul zadebiutował w 2003 roku.